# Geophila cordata
Geophila cordata là một loài thực vật có hoa trong họ Thiến thảo. Loài này được Bello mô tả khoa học đầu tiên năm 1881.